# Hosszúsági kör

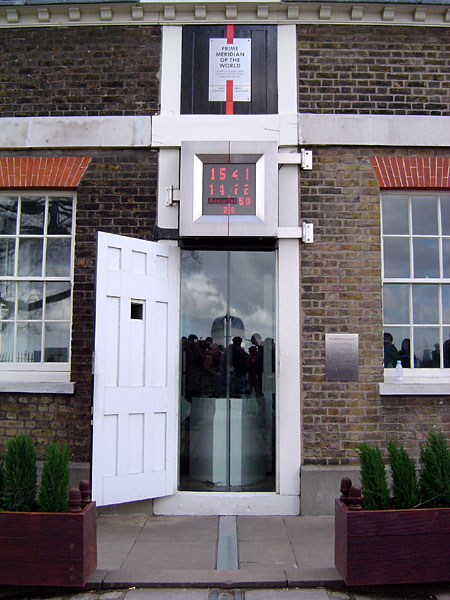
A kezdő meridián (λ=0) a Föld felszínén önkényesen kijelölt ponton, a greenwichi obszervatóriumon (Royal Observatory, Greenwich) halad keresztül

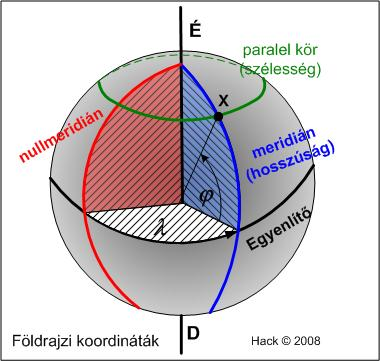

A hosszúsági kör vagy délkör vagy földrajzi meridián az ideális gömbnek tekintett Föld felszínén a két földrajzi póluson áthaladó tetszőleges főkör egyik vagy másik, pólustól pólusig tartó félköre. Végtelenül sok ilyen rajzolható, bármely két különbözőnek pontosan két metszéspontja van, a két földrajzi pólus. A pólusok kivételével a Föld felszínének tetszőleges pontján keresztül pontosan egy hosszúsági kör húzható. Az egy főkörön kiválasztott félkör a meridián, a másik félkör az antimeridián.
A meridiánvonalak mind azonos hosszúságú félkörök, a Föld forgástengelye körüli forgatással akármelyikük akármelyikükbe átforgatható. Nincs közöttük természetes módon kitüntetett helyzetű, ezért ha földrajzi koordináta-rendszerben akarjuk őket mint koordinátavonalakat használni, akkor egyet önkényesen ki kell jelölni közülük, mint kezdőmeridiánt.

## A hosszúsági fok meghatározása
A földrajzi hely meghatározásában különböző, egyre fejlettebb műszerek feltalálásáig a Nap állásának megfigyelése segítette a hajósokat és a korai csillagászokat.  A földrajzi szélességre délben a Nap delelési, legnagyobb magassága alapján következtethetünk - az egyenlítőhöz közeledve egyre magasabban van délben a Nap.
A hosszúsági fok meghatározása jóval nehezebb. Azt kell tudnunk, hogy a Föld forgásának következtében a referencia hosszúsági körhöz (pl. a 0.) képest mennyivel később delel a Nap ott, ahol vagyunk. Ha rendelkezünk egy órával, ami mutatja pl. a greenwichi időt, azt délben összehasonlíthatjuk a Nap delelése szerint mikor van a mi helyzetünkben dél. Minden 4 perc különbség a greenwichi 12:00-hoz képest deleléskor, annyi fokkal arrébb vagyunk a hosszúság körben keleti vagy nyugati irányban (értelemszerűen az időben pozitív irányú eltérés földrajzi keleti irányú eltérést jelent). A hosszúsági körök pontos meghatározására a tengeri hajózásban volt a legnagyobb igény. A pontos eredményhez olyan időmérő eszközre volt szükség, amely működését nem befolyásolta a tenger hullámzása. Az akkoriban szinte kizárólag ingával működő órák nem ilyenek voltak, a tengeren használhatatlannak bizonyultak. Új elven működő, a tengerészetben is használható órát végül az angol John Harrison készített.

## A budai délkör
I. Mátyás magyar király korában az asztronómia iránt élénken érdeklődő Vitéz János váradi püspök 1455-ben létrehozta az ország első csillagvizsgáló intézetét Nagyváradon. Vitéz az akkori tudományos világ híres csillagászát, a bécsi Georg Pauerbachot hívta meg a csillagda vezetésére, de ő maga helyett egyik legtehetségesebb tanítványát, Johannes Müllert küldte el. Az obszervatórium a Hold és a csillagok helyzetére vonatkozó megfigyeléseit a Tabula Varadien című műben gyűjtötték össze, amelynek adatait más csillagászok, köztük Tycho Brahe és Johannes Kepler is felhasználták műveikben. A Regiomontanus néven publikáló Johannes Müller udvari csillagászként évekig élt és dolgozott Budán is, és ő Mátyás király iránti tiszteletből a budai királyi palotán áthaladó délkört vette alapul csillagászati számításaihoz. Regiomontanus asztrolábiumot rendelt Bécsből, és belevésette a budai délkör helyét. Ez volt a budai délkör.